# Đảo Europa
Đảo Europa (tiếng Pháp: Île Europa, phát âm [il øʁɔpa]) là một đảo nhiệt đới thấp rộng 28 km² tại eo biển Mozambique, khoảng một phần ba khoảng cách từ miền nam Madagascar đến miền nam Mozambique. Hòn đảo nằm dưới quyền cai quản của Pháp từ năm 1897, song hiện vẫn được Madagascar tuyên bố chủ quyền. Hòn đảo có một biệt đội đồn trú đến từ Réunion, có trạm khí tượng và được các nhà khoa học thăm viếng. Đảo không có người cư trú cố định và là một phần của Các đảo rải rác tại Ấn Độ Dương của Vùng đất phía Nam và châu Nam Cực thuộc Pháp.
Europa có bờ biển dài 22,2 km song khong có cảng và các tàu có thể thả neo xa bờ biển. Vùng đặc quyền kinh tế (EEZ) của đảo tiếp giáp với EEZ của Bassas da India, rộng 127.300 km². Đảo có một đường băng dài 1.500 mét. Đảo bị bao quanh với những bãi biển san hô và một đá ngầm viền và bao quanh một đầm phá thực vật ngập mặn rộng khoảng 9 km². Hòn đảo là một khu bảo tồn thiên nhiên. Các loài thực vật trên đảo bao gồm rừng khô, cây bụi, đại kích và phần của lại của một đòn điền sisal. Đây là một trong những nơi làm tổ lớn nhất thế giới của loài đồi mồi dứa. Đảo cũng là nơi sinh sống của các con dê được những người khai hoang đưa đến từ cuối thế kỷ 18.
Đảo có thể đã được những nhà hàng hải trông thấy từ thế kỷ 16, đảo được lấy tên theo con tàu Anh Quốc Europa đã đến viếng thăm đảo vào tháng 12 năm 1774. Các tàn tích và phần mộ trên đảo Europa là dấu tích của các nỗ lực định cư từ thập niên 1860 đến thập niên 1920. Ví dụ, gia đình Rosiers người Pháp đã chuyển đến đảo vào năm 1860, nhưng sau đó đã phải rời đi.

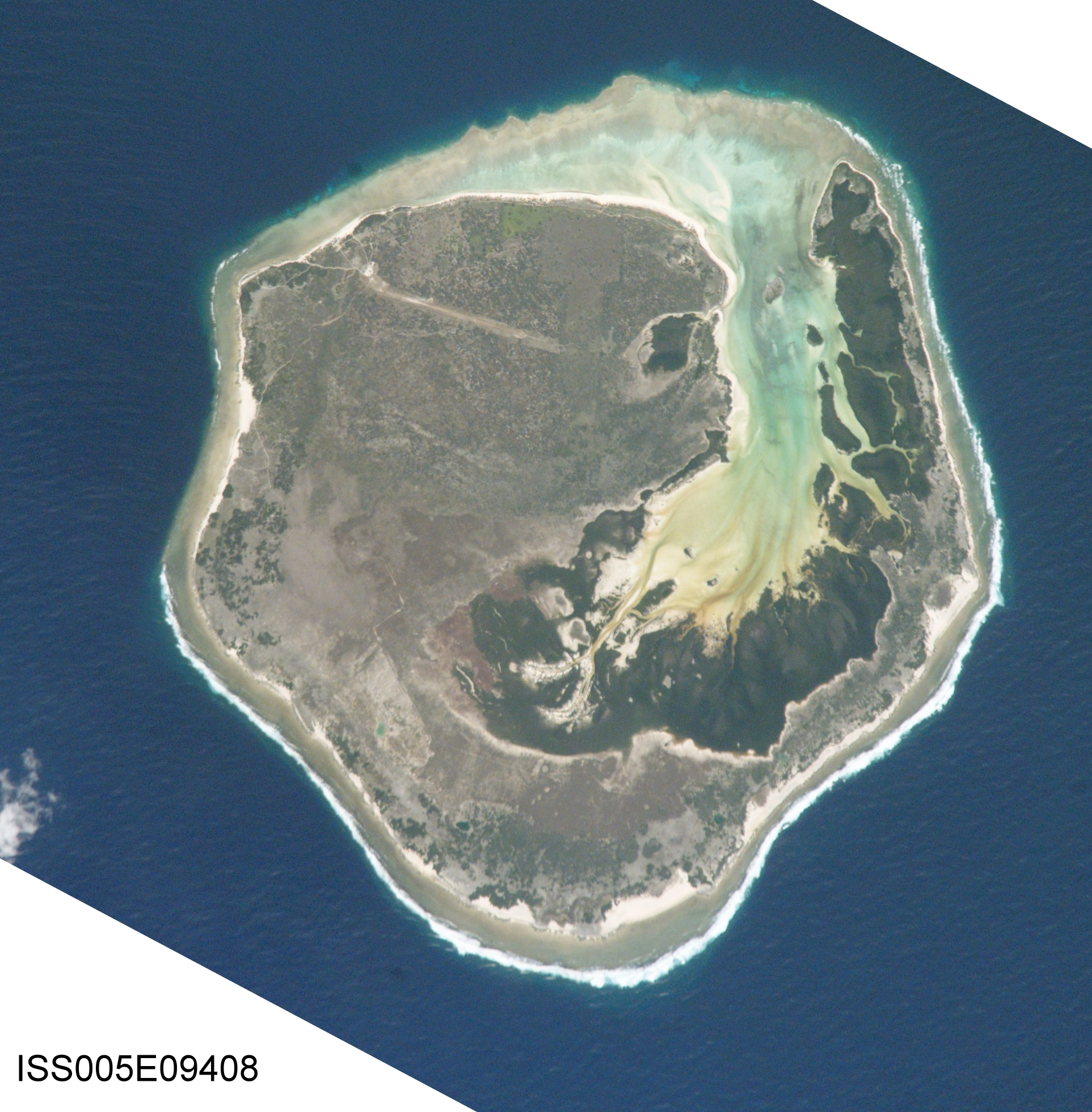
Ảnh vệ tinh đảo Europa
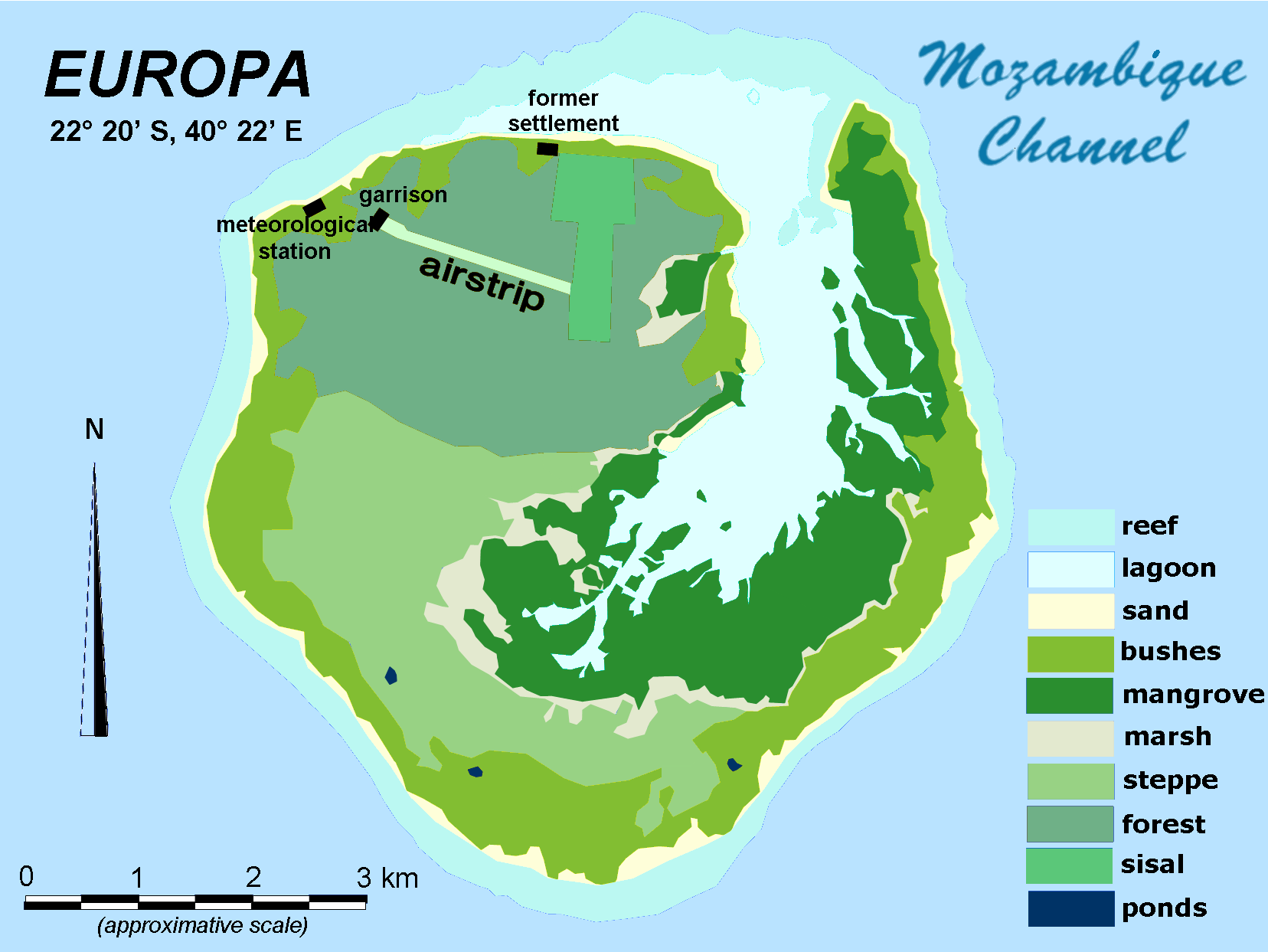
Bản đồ đảo Europa
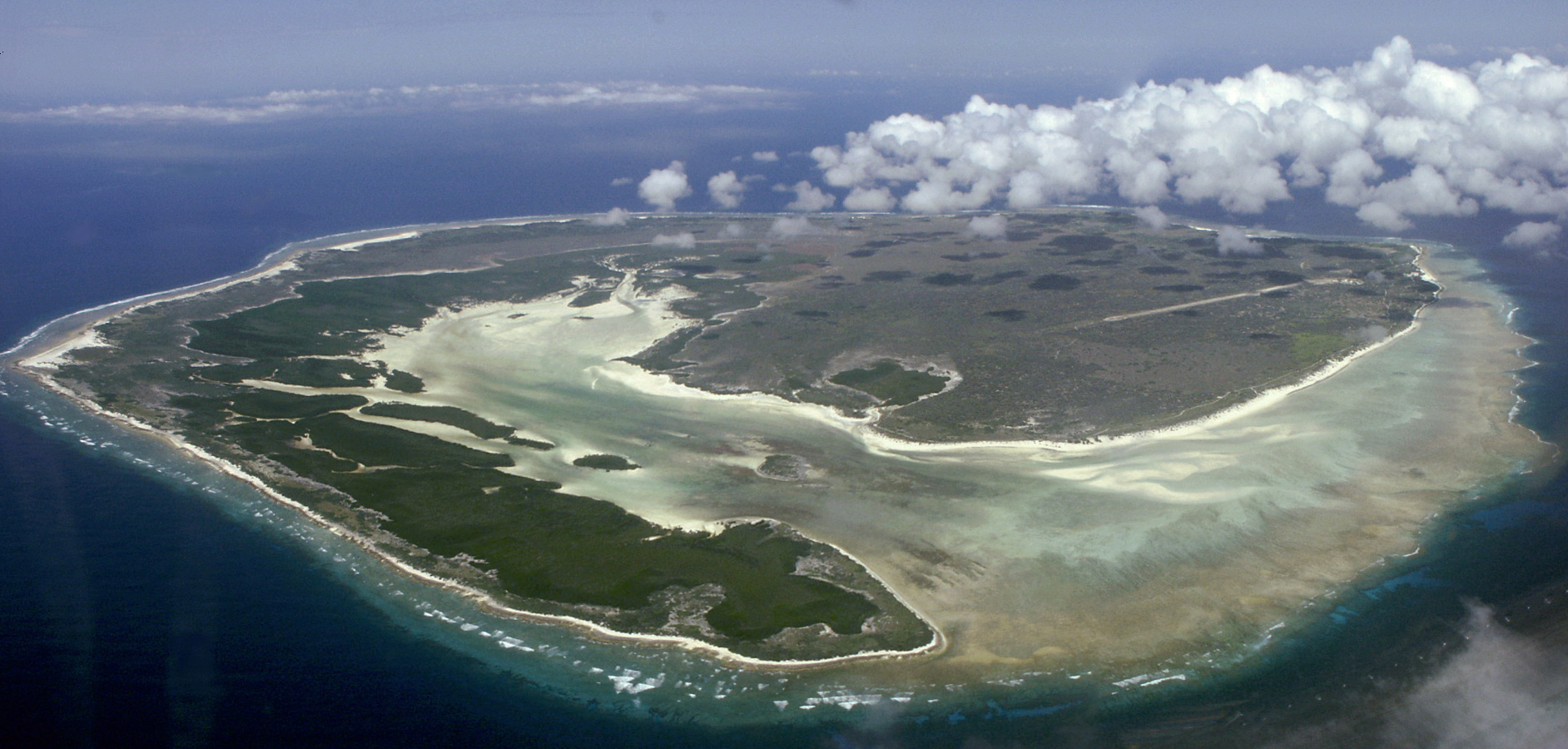
Không ảnh đảo Europa